# Myndus mokos
Myndus mokos är en insektsart som beskrevs av Kramer 1979. Myndus mokos ingår i släktet Myndus och familjen kilstritar. Inga underarter finns listade i Catalogue of Life.